# Clef Records

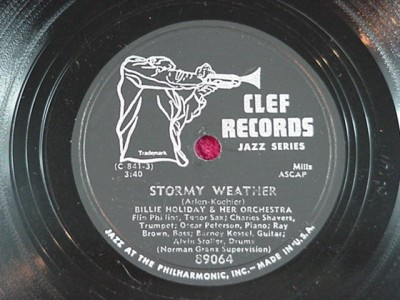
Clef 78er mit dem von David Stone Martin gestalteten Trompeter-Logo: Billy Holiday – „Stormy“/„Tenderly“ (1952)

Clef Records war ein US-amerikanisches Jazz-Plattenlabel, das 1946 von Norman Granz gegründet wurde und bis 1956 bestand.

## Das Clef-Label
Der US-amerikanische Impresario und Produzent Norman Granz gründete 1946 sein erstes Plattenlabel; auf Clef erschienen dann vor allem die Musiker, die auf den von Granz veranstalteten Jazz-at-the-Philharmonic-Tourneekonzerten auftraten, wie Roy Eldridge, Billie Holiday, Gene Krupa, Charlie Parker, Oscar Peterson, Flip Phillips und Lester Young, aber auch Charlie Barnet, Count Basie, Buddy DeFranco, Stan Getz, Bud Powell, Illinois Jacquet, Art Tatum und Artie Shaw. Viele der LP-Cover wurden von Granz’ langjährigem Freund David Stone Martin gestaltet.

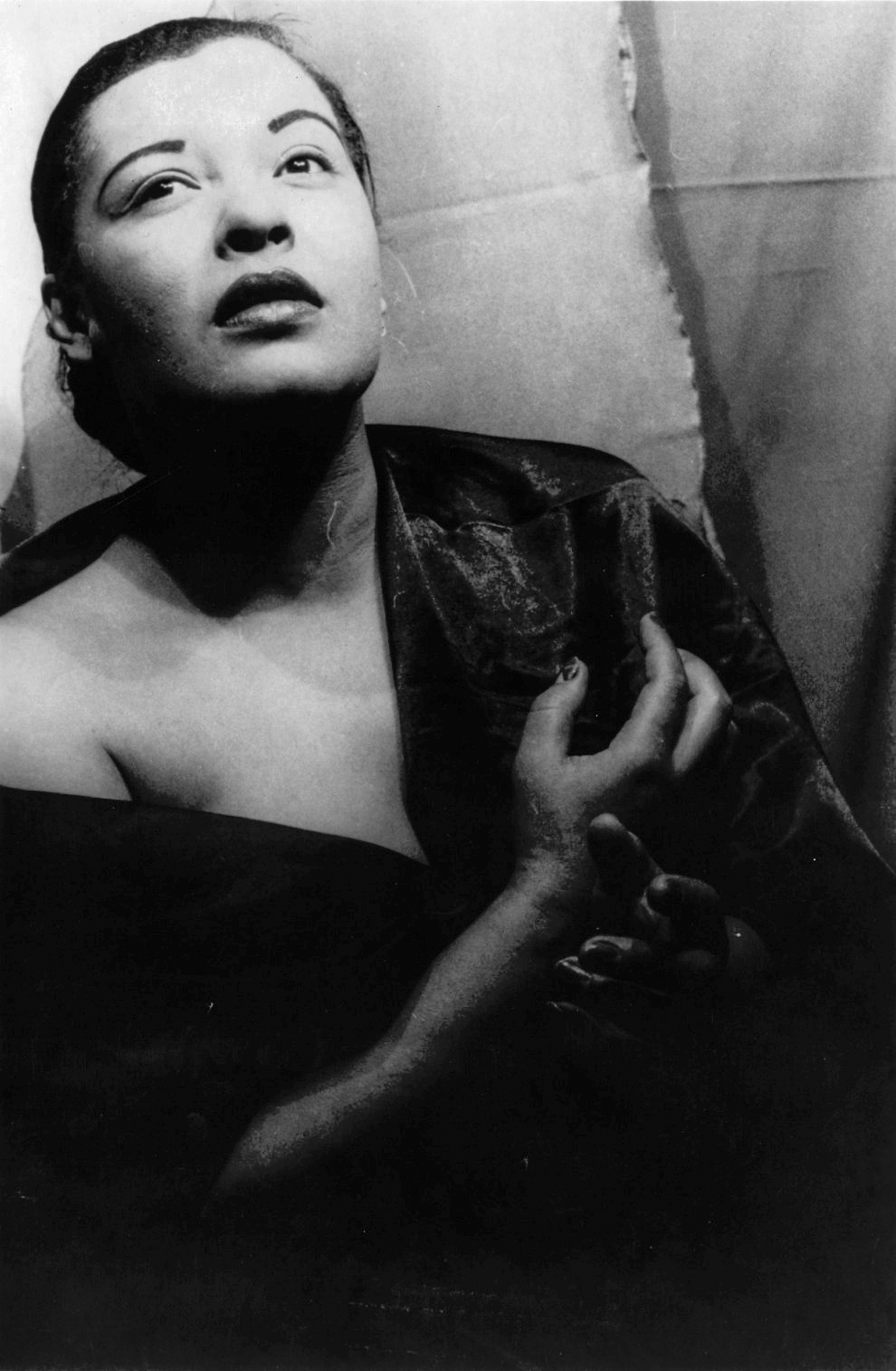
Billie Holiday, fotografiert von Carl van Vechten

Eine der ersten Clef-Platten waren Stücke vom ersten JATP-Konzert in der Philharmonie von Los Angeles mit Coleman Hawkins, Shorty Sherock, Neal Hefti und Charles Mingus vom 12. Februar 1945. Granz begann seine Veröffentlichungen zunächst in Form von 78er Singles,
- die 89100 Series – Erste Veröffentlichung war eine Aufnahme von Harry Sweets Edison, Dexter Gordon und  Nat King Cole von 1943 oder 44 als Clef 8900 („I've Found a New Baby“)
- die 11000 Series ab 1947 als 10 Inch- (mit 78 rpm) bzw. 7 Inch-Platte (mit 45 rpm), auf der JATP-Mitschnitte, Titel von Lu Watters und die Mercury-Aufnahmen von Charlie Parker erschienen; Dann erschienen auf Clef auch erste 10-Inch-LPs, in Form der Clef Serien 100 (ab 1947), 500 (ab 1949) und 600/700 (ab 1952), wie die Billie Holiday-Produktionen Solitude und Music for Torching sowie Bud Powells erstes Album.

Im Jahr 1953 brachte Clef auch 12-Inch Langspielplatten auf den Markt; das erste Album war das Gene Krupa Trio at JATP. Auf der 1000 Series veröffentlichte Granz einige Alben von Fred Astaire; die 4000 Series war der Reihe Norman Granz Jam Session und der Veröffentlichung The Jazz Scene vorbehalten.
Letzte Aufnahmen für Clef entstanden noch Mitte 1956, wie der Mitschnitt des Oscar Peterson Trios mit Herb Ellis und Ray Brown (The Oscar Peterson Trio at the Stratford Shakepearean Festival) und Harry Sweets Edisons Album Sweets im September 1956; diese erschienen jedoch nicht mehr bei Clef Records, sondern auf dem in diesem Jahr gegründeten Nachfolge-Label Verve Records, für das Norman Granz schon im Januar 1956 erste Titel von Anita O’Day und Ella Fitzgerald einspielen ließ. Clef Records wie auch sein 1953 geschaffenes Schwesterlabel Norgran Records wurden dann in das Verve-Label eingegliedert.

## Wichtige Clef-Alben
- 1946 – The Lester Young Trio Vol. 1 & 2 (MGC 104/135)
- 1950 – Bud Powell: The Genius Of Bud Powell (MGC 739)
- 1951 – Charlie Parker: The Magnificent Charlie Parker (MGC 646) (Au Privave)
- 1952 – Stan Getz Plays (MGC 137)
- 1952 – Billie Holiday: Solitude (MGC 690)
- 1954 – Art Tatum: The Genius of Art Tatum (MGC  655-661, 711)
- 1954 – Roy Eldridge/Dizzy Gillespie: Roy and Diz (MGC 641)
- 1955 – Billie Holiday: Music for Torching (MGC 669)
- 1956 – Billie Holiday: Lady Sings the Blues (MGC 721)

Eine der wichtigsten Veröffentlichungen von Norman Granz war die Clef-Anthologie (MG VOL.1) Various Artists – The Jazz Scene; außer einigen der genannten Musiker enthielt sie Musik der damaligen Jazz-Szene von Sonny Berman, Bill Harris, Hal McKusick, Herbie Steward, Lucky Thompson, Dodo Marmarosa, Don Lamond, Ralph Burns, Pete Candoli, Willie Smith, Barney Kessel, John LaPorta, Charlie Parker, Manny Albam, Tony Aless, Curly Russell, Shelly Manne, Coleman Hawkins („Picasso“), Mario Bauzá, Machito, Hank Jones, Oscar Pettiford und Duke Ellington („Frustration“). Slim Gaillards Zusammenarbeit mit Granz ist in der Kompilation Groove Juice: The Norman Granz Recordings + More dokumentiert.

## Weblinks

Oscar Peterson (1977)

## Norgran
Norman Granz ließ ab 1953 die Musiker des Modern Jazz vor allem auf seinem neu geschaffenen Label Norgran erscheinen; Clef 'blieb mehr den Veteranen des Swing und Mainstream Jazz vorbehalten; auf Norgran erschienen jedoch die zwei 10-Inch-LPs Lester Young with the Oscar Peterson Trio#1 6 2. In der kurzen Phase seines Bestehens erschienen auf dem Schwester|label Aufnahmen  als 12-Inch LPs (in der 1000, 1100, 2000 und 3500 Series) u. a. von Stan Getz, Dizzy Gillespie, Kenny Drew senior, Tal Farlow, Bud Powell, Buddy DeFranco, Ben Webster, Anita O’Day, Johnny Hodges, Howard Roberts  und dem Modern Jazz Quartet.